# Oxalide de montagne
Oxalis montana
Espèce
L'oxalide de montagne ou oxalis de montagne (Oxalis montana) est une espèce de plantes herbacées de la famille des Oxalidaceae. Elle vit en Amérique du Nord.
Synonymes (d'après ITIS)
- Oxalis acetosella var. rhodantha (Fernald) R. Knuth
- Oxalis acetosella ssp. montana (Raf.) Hultén ex D. Löve
- Oxalis acetosella auct. non L., non accepté d'après ITIS (à ne pas confondre avec Oxalis acetosella L.)